# Булевар маршала Толбухина
| Булевар · МАРШАЛА ТОЛБУХИНА | Булевар · МАРШАЛА ТОЛБУХИНА |
| --------------------------- | --------------------------- |
|                             |                             |
| Општина                     | Нови Београд, Земун         |
| Почетак                     | Улица Париске комуне        |
| Крај                        | Булевар Николе Тесле        |
| Дужина                      | 1.400 m                     |
| Ширина                      | 30 m                        |
| Створена                    | 1950-их                     |
|                             |                             |
|                             |                             |
| Булевар маршала Толбухина   |                             |

Булевар маршала Толбухина, названа по маршалу Совјетског Савеза Фјодору Толбухину, је улица која пролази кроз општине Нови Београд и Земун. Простире се од Улице Париске комуне до Булевара Николе Тесле.
Дужина улице износи 1.400 метара.
Улицом саобраћају аутобуси ГСП-а број 16 (Похорска - Карабурма II), 81 (Похорска - Алтина) и 612 (Похорска - Нова Галеника).
У улици се налазе објекти: Девета београдска гимназија „Михајло Петровић Алас“, ауто-мото клуб „Нови Београд“, Институт за стране језике, пошта и Дом здравља „Нови Београд“. 
На раскрсници са Булеваром Михајла Пупина, испред зграде Центротекстила, налази се споменик народном хероју Марку Орешковићу.
Улица је првобитно носила назив по револуционару Гоци Делчеву, до 2016. године, када је добила данашњи назив. Објава је издата у службеном гласилу Града Београда, број 57/16.